# Calloconophora veracruzensis
Calloconophora veracruzensis är en insektsart som beskrevs av Dietrich. Calloconophora veracruzensis ingår i släktet Calloconophora och familjen hornstritar. Inga underarter finns listade i Catalogue of Life.